# Kreditor
Ein Kreditor (lateinisch credere ‚glauben‘, ‚anvertrauen‘) ist im deutschen Rechnungswesen der Gläubiger von Forderungen aus Lieferungen und Leistungen. Man nennt ihn Kreditor, weil er als Lieferant oder Dienstleister die Risiken eines Kreditgebers übernimmt. Komplementärbegriff ist der Debitor (Schuldner von Forderungen).

## Allgemeines
Ansprüche des Kreditors sind demnach Verbindlichkeiten des Abnehmers von Lieferungen und Leistungen. Als  Kreditoren kommen natürliche Personen, Unternehmen oder juristische Personen des öffentlichen Rechts in Frage.
In der Regel resultieren diese Verbindlichkeiten aus Warenlieferungen oder Dienstleistungen. Um diese Verbindlichkeiten gegen andere Verbindlichkeiten abzugrenzen, hat der Gesetzgeber für sie in § 266 Abs. 3 C 4 HGB („Verbindlichkeiten aus Lieferungen und Leistungen“) eine eigene Bilanzposition geschaffen. Hiermit soll im Rahmen der Bilanzklarheit erreicht werden, dass ein sachkundiger Dritter sich ein Bild über den Anteil der Verbindlichkeiten an den gesamten Verbindlichkeiten verschaffen kann.

## Kreditorenrisiko
Das Risiko eines Lieferanten besteht darin, dass der Empfänger seiner Lieferung zu spät, nicht vollständig oder gar nicht zahlt oder insolvent wird. Dieses Risiko wird beim Lieferanten in der Debitorenbuchhaltung verwaltet, da der Empfänger der Ware für den Lieferanten Debitor ist. Der Lieferant kann seinen Abnehmern Kreditorenlimite einräumen, bis zu deren Höhe er bereit ist, Waren auf Ziel zu liefern. Die Kreditorenrisiken werden mittels Bankauskunft, Büroauskunft oder Jahresabschluss eingestuft. Sind dem Lieferanten die Risiken zu hoch, kann er gegen Eigentumsvorbehalt liefern, der ihn bei Zahlungsstörung berechtigt, die gelieferten Gegenstände vom Debitor wieder zurückzuholen. Beim Eigentumsvorbehalt handelt es sich um eine originäre Kreditsicherheit, die die Kreditorenrisiken minimiert oder beseitigt.
Wenn sich das Kreditorenrisiko durch Nichtbezahlung verwirklicht, entsteht eine zweifelhafte Forderung, die der Lieferant mit ihrem wahrscheinlichen Wert zu bilanzieren hat, was mit einer Prognose der Rückzahlungswahrscheinlichkeit verbunden ist. Rechnet der Lieferant mit dem vollständigen Ausbleiben der Kaufpreiszahlung, handelt es sich um eine uneinbringliche Forderung, die abzuschreiben ist. Beide Forderungstypen führen über die Wertberichtigung/Abschreibung zu einer Ergebniskorrektur, die den durch die Umsatzverbuchung bereits realisierten Gewinn entsprechend berichtigt.

## Begriffe
Der Begriff Kreditor ist Bestandteil vieler zusammengesetzter Worte, die mit dem Thema zusammenhängen. Umgangssprachlich wird Kreditor häufig mit dem Lieferanten selbst assoziiert. Die Kreditorenbuchhaltung befasst sich mit der Verbuchung und Überwachung der  Lieferantenverbindlichkeiten aus Lieferungen und Leistungen und der Fälligkeitsüberwachung.
In der Betriebswirtschaftslehre, insbesondere in der Bilanzanalyse, kennt man das Kreditorenziel als betriebswirtschaftliche Kennzahl für die Umschlagsgeschwindigkeit der Kreditoren:
{\displaystyle {\text{Kreditorenziel}}={\frac {\text{durchschnittliche Verbindlichkeiten aus Lieferungen und Leistungen}}{\text{Materialeinsatz + Fremdleistungen}}}\times 365\,Tage}
Die Kennzahl soll ausdrücken, wie schnell Verbindlichkeiten bezahlt werden und ist daher ein Ausdruck für die Zahlungsmoral eines Unternehmens. Kurze Kreditorenlaufzeiten deuten auf eine gute Liquidität, lange Kreditorenlaufzeiten können auf lange Zahlungsziele, große Verhandlungsmacht des Kreditors gegenüber seinen Lieferanten oder schlechtes Kreditorenmanagement zurückzuführen sein und umgekehrt. Besonders lang sind die Kreditorenziele bei Unternehmen mit großer Verhandlungsstärke gegenüber ihren Lieferanten (bei Einzelhandelsketten mit bis zu 90 Tagen).

## Debitorische Kreditoren
Da für den Jahresabschluss ein Saldierungsverbot gilt, sind Kreditoren mit Überzahlungen (debitorische Kreditoren) nicht schuldenmindernd bei den Verbindlichkeiten auszuweisen, sondern werden im Rahmen der Jahresabschlussbuchungen zu den sonstigen Vermögensgegenständen (als sonstige Forderungen) umgegliedert und in der Bilanz als Guthaben ausgewiesen.